# سر توماس مونرو، نخستین بارونت
سر توماس مونرو، نخستین بارونت (انگلیسی: Sir Thomas Munro, 1st Baronet؛ ۲۷ مه ۱۷۶۱ – ۶ ژوئیهٔ ۱۸۲۷) افسر (ارتش) اهل بریتانیا بود. وی فرماندار کوچ‌نشین و افسر ارشد نظامی کمپانی هند شرقی بود.
همچنین برندهٔ جوایزی همچون نشان حمام شده‌است.

## اصالت و تحصلات مقدماتی
مونرو در ۲۷ مه سال ۱۷۶۷ در گلاسکو متولد شد. پدر وی تاجر پیشه‌ای بود به نام الکساندر مونرو و پدربزرگ وی یک خیاط بود که سرمایه‌گذاری‌های موفقی را نیز در تجارت تنباکوی آمریکا انجام داده بود. پدر مونرو پس از اینکه مدتی به عنوان کارمند بانک مشغول به کار گردید، به تجارت موفق تنباکوی خانوادگی پیوست اما در همان دوران بود که این تجارت به واسطه انقلاب آمریکا فرو پاشید. توماس در دانشگاه گلاسکو تحصیلات خود را تکمیل نمود و ابتدا در نظر داشت که وارد کسب و کار پدرش شود اما در سال ۱۷۷۹ سوار بر کشتی نظامی پیاده‌نظام راهی مَدرَس شد.

## فرمانداری مدرس
در سال ۱۸۱۹، مونرو به عنوان فرماندار مدرس انتخاب گردید. از جمله عوامل دخیل در انتصاب وی، بنیانگذاری عملکردی جامع در رابطه با جمع‌آوری عایدات و درآمد بود که به نام ریوتواری شهرت یافت. این سازوکار تا سده بیستم ادامه داشت و به همین مناسبت، مونرو را به عنوان پدر سیستم ریوتواری می‌شناسند. مونرو، بانی عنوان نخستین بارونت لیندرتیس در آنگوس از سال ۱۸۲۵ می‌باشد. او در تاریخ ۶ ژوئیه ۱۸۲۷ و در هنگام گشت و گذار در حوالی ولسوالی‌های سیدد در فلات دکن به دلیل ابتلا به وبا درگذشت و بنای یادبود چندی نیز برای او ساخته شد. تندیسی نیز از وی که او را در حال سوارکاری نشان می‌دهد، توسط فرانسیس لگات چانتری در شهر مدرس ساخته شده. به درخواست مونرو، کمیتهٔ آموزش عمومی در سال ۱۸۲۶ پایه‌گذاری شد که در سال‌های بعد منجر به شکل‌گیری کالج ریاست جمهوری شد.

## نگارخانه

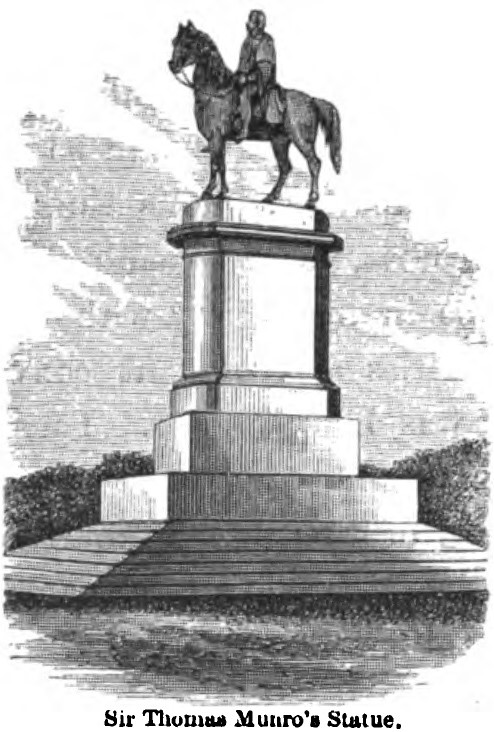
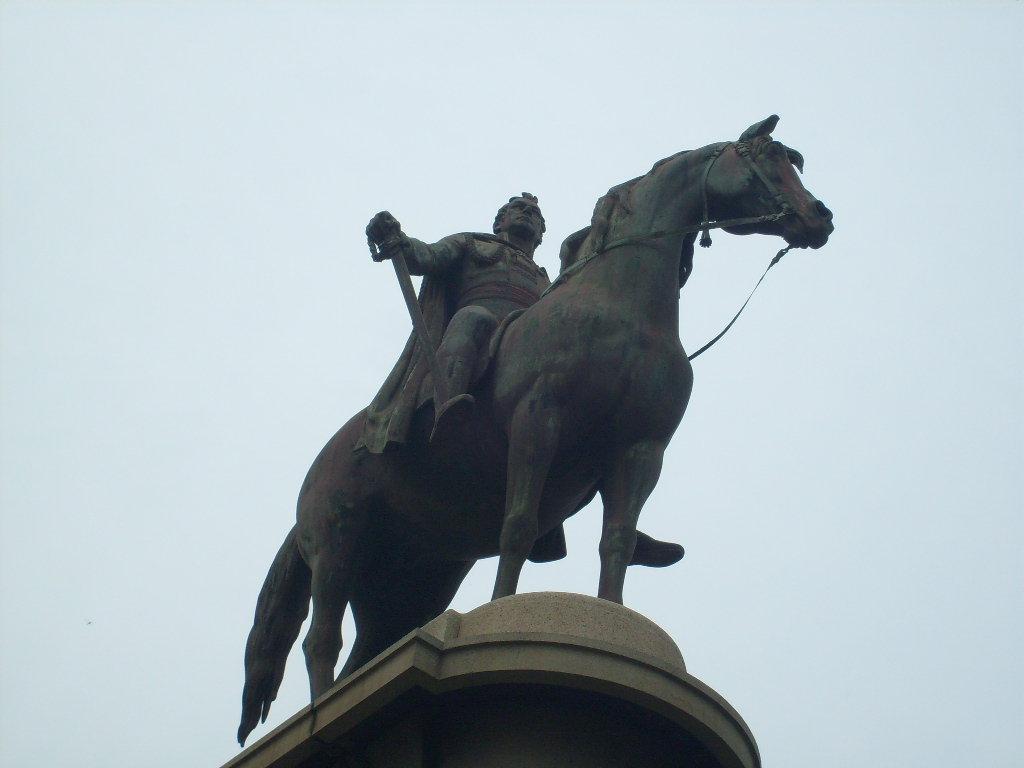
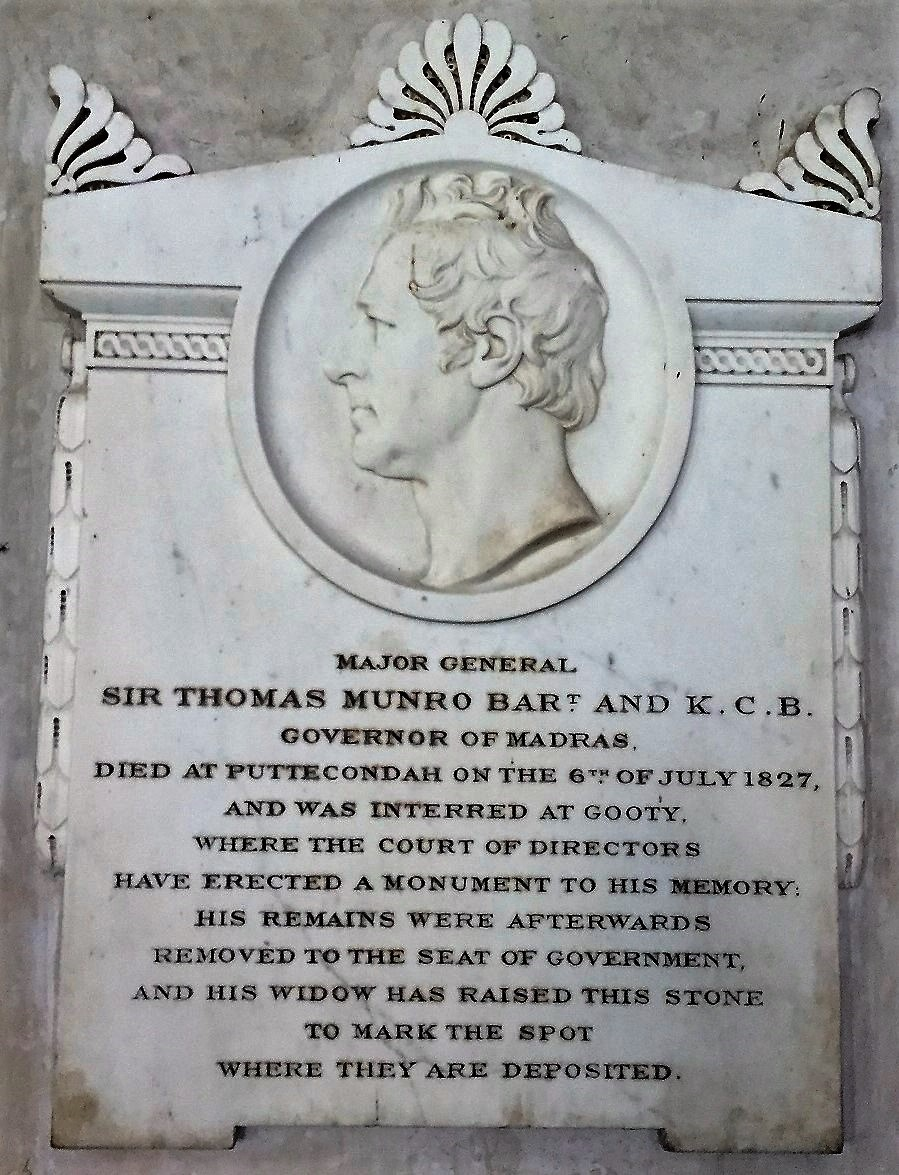